# Lablachère
Lablachère település Franciaországban, Ardèche megyében. Lakosainak száma 2214 fő (2022. január 1.). Lablachère Les Assions, Chandolas, Joyeuse, Payzac, Planzolles, Ribes, Saint-Alban-Auriolles, Saint-André-Lachamp és Saint-Genest-de-Beauzon községekkel határos.

## Népesség
A település népességének változása:
| Lakosok száma | 1270 | 1392 | 1562 | 1750 | 2037 | 2081 | 2143 | 2206 | 2213 | 2214 |
|               | 1968 | 1982 | 1990 | 2006 | 2013 | 2015 | 2017 | 2019 | 2020 | 2022 |